# Ōkami
Ōkami (jap. 大神 Ōkami; dosłownie "wielki bóg", "wielka dusza" lub "wilk" jeśli pisane jako 狼) – przygodowa gra akcji stworzona przez Clover Studio i opublikowana przez Capcom. Została wydana na konsolę Sony PlayStation 2 w 2006 roku w Japonii i Ameryce Północnej i w 2007 roku w Europie oraz Australii. Pomimo zamknięcia Clover Studio kilka miesięcy po pierwszym wydaniu gry, wersja na konsolę Nintendo Wii została stworzona przez Ready at Dawn, TOSE oraz Capcom i ukazała się w kwietniu 2008 roku w Ameryce Północnej, w czerwcu tego samego roku w Europie, a jesienią 2009 roku w Japonii.
Ōkami łączy w sobie głównie japoński folklor oraz japońskie mity i legendy. Opowiada historię jak Ziemia została uratowana od wiecznej ciemności przez shintōistyczną boginię solarną o imieniu Amaterasu, która przyjęła formę białego wilka. Gra oferuje specyficzną cel-shadingową oprawę graficzną inspirowaną malarskim stylem o nazwie Suiboku-ga.
Ōkami była jedną z ostatnich gier wydaną na PlayStation 2 przed premierą PlayStation 3. Pomimo że gra nie sprzedała się za dobrze, to zyskała pozytywne opinie od krytyków, a w 2006 roku zdobyła nawet w rankingu IGN tytuł "Gry roku". Wersja na konsolę Wii, również zdobyła pozytywne recenzje jednak system kontroli ruchów otrzymał już mieszane opinie. Sequel gry na konsolę Nintendo DS zatytułowany Ōkamiden ukazał się w Japonii, 30 października 2010 roku, a w marcu 2011 roku w Ameryce Północnej oraz Europie.

## Produkcja

### Nazwa i aluzje
Tytuł Ōkami jest grą słowną. Słowo ōkami (狼) w języku japońskim oznacza "wilk", jednak znaki kanji użyte w tytule gry (大神) tłumaczy się jako "wielki bóg/bóstwo" więc główny bohater jest wielkim bóstwem w ciele wilka. Te same znaki (大神) są również używane do zapisywania pełnej imienia bóstwa solarnego Amaterasu Ōmikami. Zespół odpowiedzialny za lokalizację w grze użył skróconych wersji japońskich nazw (dla przykładu chłopiec o imieniu "Mushikai" w grze nazywa się "Mushi") zamiast zamieniać je na zachodnie odpowiedniki. Issun w grze zwraca się do Amaterasu zdrobnieniem — Ammy. Zdrobnienie to zostało wymyślone przez Hidekiego Kamiyę. W japońskiej wersji gry brzmi ono "Amako".
W trakcie gry Ōkami zawiera kilka odniesień (w efektach wizualnych, animacji lub dialogach) do innych tytułów Capcom, takich jak Viewtiful Joe również stworzone przez Clover Studio. Dla przykładu technika Mrs. Orange do wytwarzania wiśniowego ciasta parodiuję uderzenie Shun Goku Satsu (瞬獄殺) znane z gry Street Fighter, które wykonuje Akuma. Podczas tego ciosu na ekranie pojawiają się znaki kanji z nazwą Shun Goku Satsu.

### Ścieżka dźwiękowa
Wszystkie utwory do Ōkami zostały specjalnie skomponowane do gry i są inspirowane klasyczną muzyką japońską. Cała muzyka została skomponowana przez Masamiego Uedae, Hiroshiego Yamaguchi, Reia Kondo i Akariego Grovesa. Ostatnia piosenka zatytułowana "Reset" została ułożona przez wszystkich kompozytorów, a śpiewa ją Ayaka Hirahara. Capcom wydało oficjalnie pięciodyskowy soundtrack do Ōkami, który dostępny jest wyłącznie w japońskich marketach. W wydaniu amerykańskim i europejskim, gracz ma możliwość odblokować szafę grającą by móc słuchać muzyki po ukończeniu gry. W 2008 roku na British Academy Video Games Awards Ōkami zdobyło najwyższy wynik.
Wytwórnia Suleputer wydała również inny album zatytułowany "Ōkami Piano Arrange", gdzie znajduje się wyłącznie aranżacje fortepianowe. Album ukazał się 30 marca 2007 roku, a Mika Matsūra skomponował 10 utworów i zagrał je na fortepianie.
| Lista utworów | Lista utworów | Lista utworów | Lista utworów | Lista utworów |
| --- | --- | --- | --- | --- |
| Kompozytorzy: • Masami Ueda • Hiroshi Yamaguchi • Rei Kondo • Akari Groves | | | | |
| Dysk 1 1. • Title 2. • Title Call 3. • The Beginning 4. • Prologue 5. • Sinister Design 6. • Yamata-no-Orochi's Revival 7. • The Great Goddess Amaterasu's Revival 8. • My Theme 9. • Curse 10. • Izanagi Cavern 11. • Looking Up At The Starry Sky 12. • Constellation (Dragon Sketch) 13. • Constellation Complete 14. • Painting God Appearance 15. • Talking With The Painting God 16. • Painting Piece 17. • Dragon Sketch Success 18. • Mysterious Disappearance 19. • Kamiki Village's Restoration 20. • Old Man Orange's Appearance 21. • A Monster's Presence 22. • Spirit Extermination 23. • Battle Assessment (God) 24. • Kamiki Village I 25. • Kamiki Village II 26. • Digging Here Bow-Wow 27. • An Oddly-Shaped Radish 28. • Practice-Ditching Susano 29. • Giving Susano A Ride 30. • Taking The Bait 31. • Susano's Training 32. • Impatient Susano 33. • Slicing The Huge Rock Success 34. • Cursed Shinshu Plains I 35. • Cursed Shinshu Plains II 36. • Cursed Hanasaki Valley 37. • Demon's Banquet 38. • Nemuri's Theme 39. • Eager Susano First Half 40. • Eager Susano Second Half 41. • Susano's Fight 42. • Blocking Bud Restoration 43. • Hanasaki Valley's Restoration 44. • Hanasaki Valley 45. • Cursed Place 46. • Descent Of The Great Goddess 47. • Shinshu Plains I 48. • Shinshu Plains II 49. • Dojo Entrance 50. • Kozuka Onigirisai 51. • Tamaya's Theme 52. • Tamaya's Dance 53. • Shinto Priest Mikazuki's Theme 54. • Scoundrel Appearance 55. • Scoundrel's Punishment 56. • Competition With Idaten Start 57. • Competition With Idaten 58. • Competition With Idaten Victory 59. • Harami Lake | Dysk 2 1. • Cherry Blossom Storm 2. • Old Man Orange's Flower Dance 3. • At Last The Time Has Come 4. • The Orange Became Big 5. • Dangerous Old Man Orange 6. • Old Man Orange Preparations Complete 7. • True Kagura 8. • Absolutely Not 9. • Princess Sakuya's Theme 10. • True Sakuya First Half 11. • True Sakuya Second Half 12. • Agata Forest 13. • Sound Of A Flute 14. • Ushiwaka's Theme 15. • Ushiwaka's Appearance 16. • Confronting Ushiwaka 17. • Ushiwaka's Dance - Playing With Ushiwaka 18. • Granny Bokusen's Theme 19. • Tsutamaki Ruins 20. • Question And Answer Wall 21. • A Spring Reborn 22. • Save I 23. • Save II 24. • A Great Spirit Lies In Wait 25. • How Odd 26. • Close Call For Amaterasu! 27. • Geisha Spider's Appearance 28. • Geisha Spider's Rage 29. • Geisha Spider's Extermination 30. • Hopeless! 31. • Victory Cry 32. • Boss Battle Clear 33. • Waterfall 34. • Thank Goodness For Kokari 35. • Kusanagi Village I 36. • Kusanagi Village II 37. • The Eight Dog Warriors' Theme 38. • Terror! Old Man And Granny Tongue-Cutter 39. • Old Man And Granny Tongue-Cutter's House 40. • Chunjack's Theme 41. • Boss Of The Sparrow Union 42. • Sparrow's Inn 43. • Mysterious Power 44. • There's Something About Kokari 45. • Battle With Tatami Head 46. • Making Mochi With The Archery God 47. • Red Helmet's Extermination 48. • Anger Towards God | Dysk 3 1. • Doomed 2. • Bone Arrowhead Of The Hama Arrow 3. • To Believe In 4. • Kushinada's Determination 5. • Giving Kushinada A Ride 6. • Ushiwaka Dance 7. • Izayoi Shrine 8. • Yamata-no-Orochi's Appearance 9. • Yamata-no-Orochi's Extermination I 10. • Kushinada's Crisis 11. • Susano's Appearance 12. • The Words Of A Blood Oath 13. • True Susano 14. • Yamata-no-Orochi's Extermination II 15. • The Time Has Come 16. • The Seventh Seal 17. • Seven Spirited Lives 18. • Two People Gazing At Each Other 19. • Kamiki Festival 20. • Ryoshima Plains I 21. • Ryoshima Plains II 22. • Cursed Seiankyou 23. • More Digging Here Bow-Wow 24. • Tsuzurao's Theme 25. • The Insane Water Dragon 26. • Seiankyou Nobles Quarter I 27. • Seiankyou Nobles' Quarter II 28. • Seiankyou Commoners' Quarter I 29. • Seiankyou Commoners' Quarter II 30. • An Errand 31. • Fun Picture Sketching 32. • Camellia Kagura 33. • Cherry Blossoms In Full Bloom 34. • Kaguya's Theme I 35. • Kaguya's Theme II 36. • Launching Iron Bamboo Shoots 37. • Kaguya's Journey 38. • Queen Himiko's Shrine 39. • In The Mosquito's Net 40. • Queen Himiko's Sorrow 41. • Shachimaru's Theme 42. • Slipped 43. • We'll Always Be Together! 44. • Miraculous Spring 45. • Helping With The Fishing 46. • Playing With Issun 47. • Dragon Palace 48. • Inside The Water Dragon 49. • Escape From Inside The Water Dragon | Dysk 4 1. • Oni Island 2. • Demon Lord Ninetails' Extermination 3. • Okikurmi's Theme 4. • Northern Country Kamui I 5. • Northern Country Kamui II 6. • Uepeker I 7. • Uepeker II 8. • Okikurmi's Fate 9. • Shakuya's Theme 10. • Kamiki Village Sorrowful Custom 11. • Ezo Fuji Irwak Shrine 12. • True Strength 13. • Okikurmi The Hero 14. • Twin Devils Moshirechik & Kotanechik's Extermination 15. • The Twin Devils' Sorcery 16. • Promise 17. • Time Of Parting 18. • A Resolute Person 19. • Ushiwaka's Last Dance 20. • Tribe Of Heavenly Kami 21. • An Eerie Winter's Eclipse 22. • The Setting Sun 23. • Ushiwaka's Fate 24. • People Of The Moon Theme 25. • Emperor Of Eternal Darkness 26. • Reset - Thank You 27. • Okami White Light 28. • The Sun Rises 29. • The Journey Continues 30. • To Tamagahara 31. Reset 32. • The End | Dysk 5 1. • Clover Demo 2. • Item Acquisition 3. • Handing Over An Item 4. • Finding A Treasure Box 5. • Treasure Acquisition 6. • Level Up 7. • Godly Purification I 8. • Godly Purification II 9. • Godly Purification III 10. • Small Success 11. • Medium Success 12. • Big Success 13. • Super Big Success 14. • Miracle 15. • Death 16. • Nursery Rhyme I 17. • Nursery Rhyme II 18. • Nursery Rhyme III 19. • In-House Presentation Type A 20. • In-House Presentation Type B 21. • Clover Studio Establishment Announcement 22. • Tokyo Game Show 2004 Promotion 23. • E3 2005 Promotion 24. • Tokyo Game Show 2005 Promotion 25. • Ōkami Image Song Prototype I 26. • Ōkami Image Song Prototype II 27. • Ōkami Image Song Prototype III 28. • Uepeker Prototype Version I 29. • Uepeker Prototype Version II 30. • Looking Forward To The Next One! |